# Nomada pulchra
Nomada pulchra är en biart som beskrevs av Arnold 1888. Nomada pulchra ingår i släktet gökbin, och familjen långtungebin. Inga underarter finns listade i Catalogue of Life.